# Гербі їде в Монте-Карло
Гербі їде в Монте-Карло (англ. Herbie Goes to Monte Carlo) — американська фентезійна комедія 1977, третій фільм із серії про Гербі.

## Сюжет

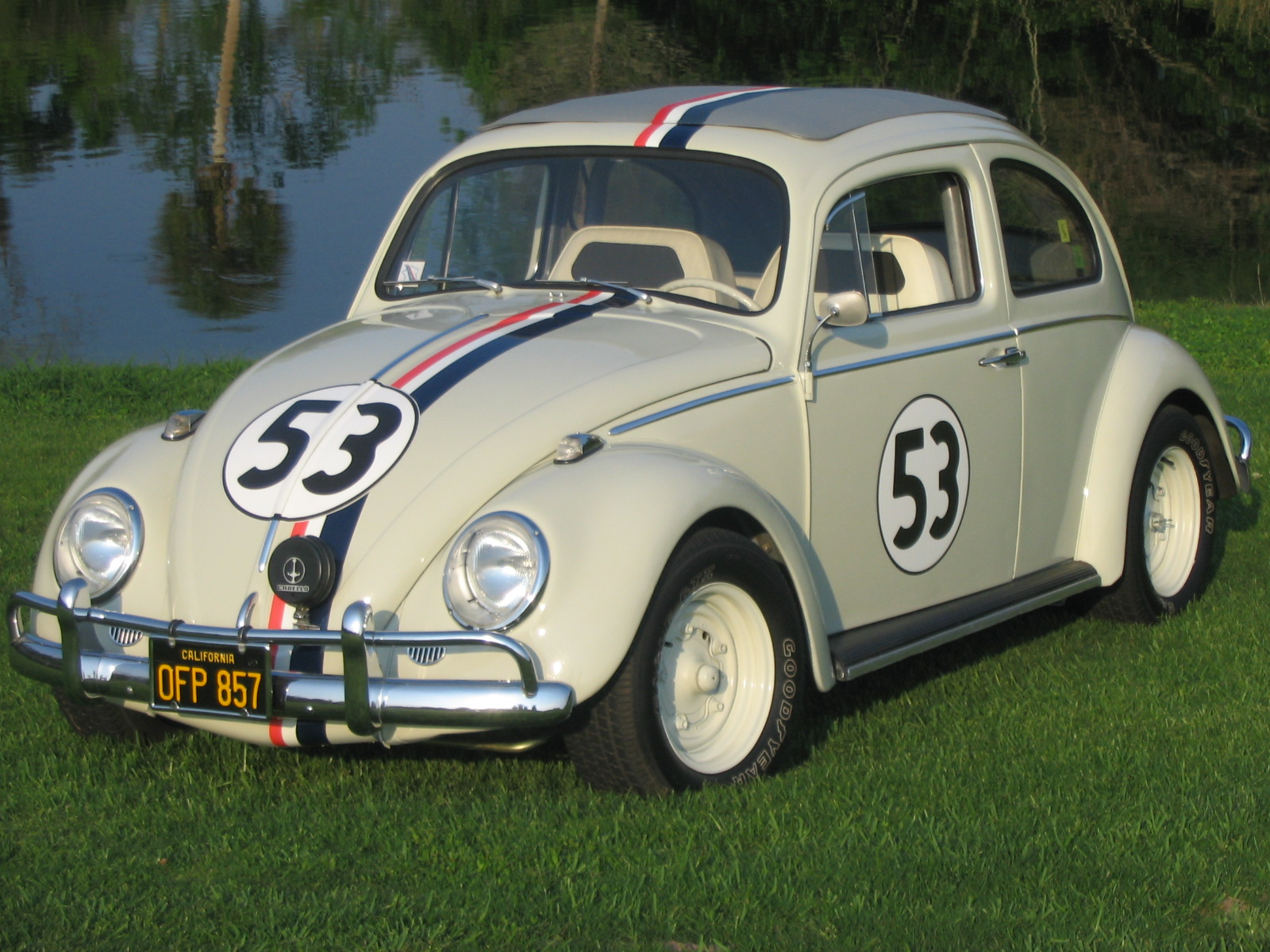

Джим Дуглас, професійний гонщик, і Віллі Епплгейт, його механік, приїздять у Париж на автоперегони разом з Гербі, гоночним автомобілем «Фольксваген Жук», обдарованим розумом.
Гербі з першого погляду закохується в Ланчу («Lancia Montecarlo»), гоночний автомобіль Даян Дарсі, єдиної жінки-гонщиці у гонці Trans-France.
Діана зненавиділа Джима за те, що Гербі знищила її шанси на успіх під час перших кваліфікаційних раундів. Вона не вірить що машини можуть мати власний розум. Наступного дня обидві машини успішно пройшли кваліфікацію для участі в перегонах.
Тим часом двоє викрадачів діамантів Макс і Квінсі викрадають знаменитий діамант «Зірка радості» і ховають його в паливному баку Гербі, щоб уникнути захоплення поліцією. Упродовж перегонів крадії будуть намагатися заволодіти коштовністю будь-яким способом.

## У ролях
| Актор             | Роль                                                   |
| ----------------- | ------------------------------------------------------ |
| Дін Джонс         | Джим Дуглас                                            |
| Дон Ноттс         | Віллі Епплгейт                                         |
| Джулі Соммарс     | Даян Дарсі                                             |
| Бернард Фокс      | Макс                                                   |
| Рой Кіннір        | Квінсі                                                 |
| Жак Марен         | інспектор Буше                                         |
| Ксав'є Сен-Макарі | детектив Фонтенуа                                      |
| Ерік Браден       | Бруно фон Штікль                                       |
| Франсуа Лаланд    | Месьє Рібо, власник діамантового музею «Етуаль де Жуа» |